# Lerema
Lerema là một chi bướm ngày thuộc họ Bướm nâu.

## Danh sách loài
- Lerema accius
- Lerema ancillaris
- Lerema bipunctata
- Lerema chamis
- Lerema coyana
- Lerema curtius
- Lerema dido
- Lerema elgina
- Lerema lenta
- Lerema lineosa
- Lerema liris
- Lerema lochius
- Lerema lumina
- Lerema miqua
- Lerema monoco
- Lerema mooreana
- Lerema mulla
- Lerema nortonii
- Lerema parumpunctata
- Lerema pattenii
- Lerema phocylides
- Lerema punctella
- Lerema staurus
- Lerema veadeira
- Lerema viridis